# Bernd von der Heide
Bernd von der Heide (* 2. April 1948) ist ein deutscher Basketballfunktionär. 

## Leben
Er ist der Zwillingsbruder des ehemaligen Mitglieds des Niedersächsischen Landtages, Lutz von der Heide. Im Jahr 1991 wurde Bernd von der Heide Direktor des Fallstein-Gymnasiums Osterwieck und kam in dem Ort, in dem seit den 1930er Jahren Basketball gespielt wurde, mit der Sportart in Kontakt. Im Jahr 1996 wurde er bei der Gründung des Sportclub Osterwieck dessen Vorsitzender.
Von 2002 bis 2012 war von der Heide Vorsitzender des Basketball-Verbandes Sachsen-Anhalt (BVSA), anschließend wurde er zum BVSA-Ehrenpräsidenten ernannt.
Bernd von der Heide erhielt 2010 das Bundesverdienstkreuz. Diese Auszeichnung erhielt er für seine ehrenamtliche Tätigkeit im Basketballsport, aber auch für sein Wirken als Schulleiter sowie als Verfasser von Ortschroniken, etwa der Samtgemeinde Oderwald sowie des Ortes Bornum. 2012 wurde er mit der Goldenen Ehrennadel des Deutschen Basketball-Bundes (DBB) ausgezeichnet. Beim DBB war er Mitglied der Kommission für Archiv und Dokumentation.